# AS Cittadella
Associazione Sportiva Cittadella – włoski klub piłkarski z miasta Cittadella.

## Obecny skład
Stan na 20 sierpnia 2023
| Nr | Poz. | Piłkarz                |
| -- | ---- | ---------------------- |
| 1  | BR   | Filippo Manfrin        |
| 2  | OB   | Alessandro Salvi       |
| 3  | OB   | Gian Filippo Felicioli |
| 4  | OB   | Matteo Angeli          |
| 5  | PO   | Valerio Mastrantonio   |
| 6  | OB   | Edoardo Sottini        |
| 7  | NA   | Carlos Embaló          |
| 8  | PO   | Francesco Amatucci]    |
| 9  | NA   | Andrea Magrassi        |
| 10 | NA   | Claudio Cassano        |
| 11 | NA   | Filippo Pittarello     |
| 14 | NA   | Luca Pandolfi          |
| 15 | OB   | Domenico Frare         |
| 16 | PO   | Alessio Vita           |
| 17 | PO   | Emil Kornvig           |

| Nr | Poz. | Piłkarz                     |
| -- | ---- | --------------------------- |
| 18 | PO   | Andrea Tessiore             |
| 20 | PO   | Giuseppe Carriero           |
| 21 | PO   | Nicholas Saggionetto        |
| 23 | PO   | Simone Branca (kapitan)     |
| 24 | OB   | Lorenzo Carissoni           |
| 25 | OB   | Alessandro Mattioli         |
| 26 | PO   | Nicola Pavan (wicekapitan)  |
| 27 | PO   | Andrea Danzi                |
| 28 | OB   | Alessio Rizza               |
| 32 | NA   | Tommy Maistrello            |
| 36 | BR   | Elhan Kastrati (3. kapitan) |
| 77 | BR   | Luca Maniero                |
| 92 | NA   | Enrico Baldini              |
| 98 | OB   | Federico Giraudo            |
| 99 | NA   | Raúl Asencio                |